# Draconarius sublutulentus
Draconarius sublutulentus là một loài nhện trong họ Amaurobiidae.
Loài này thuộc chi Draconarius. Draconarius sublutulentus được Yajun Xu & S. Q. Li miêu tả năm 2008.